# Henry Burchard Fine
Henry Burchard Fine (Chambersburg, 14 de setembro de 1858 — Princeton, 22 de dezembro de 1928) foi um matemático estadunidense.
Fine estudou na Universidade de Princeton (Bachelor of Arts, 1880) e na Universidade de Leipzig (Ph.D., 1886). Foi professor assistente em Princeton, de 1885 a 1890, e tornou-se professor em 1890, foi depois decano da faculdade, de 1903 a 1912, e depois decano do departamento de ciências após 1909.
Foi presidente da American Mathematical Society, de 1911 a 1912.
Fine Hall, o edifício do Departamento de Matemática de Princeton, recebe seu nome em reconhecimento a sua atuação no desenvolvimento do departamento.

## Publicações
- Euclid's Elements, 1891
- The Number System of Algebra 1891, segunda edição 1903)  PDF/DjVu copy from Internet Archive
- A College Algebra, 1904
- Coördinate Geometry, com Henry Dallas Thompson, 1909 PDF Copy from University of Michigan Historical Math Collection.
- Calculus, 1927

## Obituário
- Oswald Veblen, Henry Burchard Fine—In memoriam, Bulletin of the American Mathematical Society 35, (1929), pp. 726-730.